# Mamie Eisenhowerová
Mary „Mamie“ Genova Doudová Eisenhowerová (14. listopadu 1896, Boone, Iowa – 1. listopadu 1979, Washington, D.C.) byla manželkou 34. prezidenta USA Dwighta D. Eisenhowera a po jeho dvě funkční období v letech 1953 až 1961 vykonávala funkci první dámy USA.

## Život
Narodila se v majetné rodině Johna Sheldona a jeho ženy Elivery Mathildy Cartsonové Doudové. Absolvovala s průměrnými výsledky soukromou školu pro děvčata Miss Wolcott's School. V roce 1915 se seznámila s Dwightem Eisenhowerem a 1. července 1916 uzavřeli sňatek v Denveru. Jejich první syn Dwight „Icky“ se narodil v roce 1917, ale ve čtyřech letech zemřel na spálu, což pro rodinu znamenalo velké trauma. V roce 1922 se jim narodil syn John.
Když se její manžel Dwight Eisenhower stal v roce 1953 prezidentem, zrušila tiskové konference. Svou úlohu spatřovala hlavně v tom, aby udržovala pro manžela útulný domov. Na veřejnosti se příliš neobjevovala, ženy ve vysokých postech jí připadaly neženské. Svůj vliv využívala v zákulisí. Založila rekreační sídlo prezidentů Camp David, které dostalo jméno podle jejich vnuka Davida.
Celý život měla špatný zdravotní stav, který se vypětím ve sledované funkci ještě zhoršoval. Ve druhém manželově funkčním období se nechávala na zahraničních cestách zastupovat snachou Barbarou.
Po skončení druhého funkčního období žili Eisenhowerovi na opravené staré farmě poblíž bojiště bitvy u Gettysburgu v Pensylvánii. V roce 1969 Mamie Eisenhowerová ovdověla a v roce 1979 zemřela na následky mrtvice.